# 救急救命 カドゥケウス2
『救急救命 カドゥケウス2』は、株式会社アトラスが2008年8月7日に発売したニンテンドーDS用ソフト。『超執刀 カドゥケウス』の直接の続編であり、カドゥケウスシリーズの四作目である。

## ストーリー
カドゥケウスによるギルス撲滅から3年。月森とアンジュはアフリカにあるコスティガ共和国にいた。内戦終結後のこの国には医師の数が絶対的に不足しているためだった。二人はそこで医療に従事していたが、そこに日本から連絡が入る。かつてギルスに感染した人が深刻な後遺症に苦しめられているというのだ。

## 登場人物
月森孝介（つきもり こうすけ）（声：近藤孝行）
本編の主人公。29歳。カドゥケウスに勤める天才外科医。世界をギルスから救った医師として、世間の認知度も高い。
利根川アンジュ（とねがわ -）（声：川澄綾子）
カドゥケウスの看護師。24歳。現在は月森のパートナーとして、月森とともに医療に従事している。
アデル・チルバ（声：浅沼晋太郎）
コスティガ出身の新米医師。25歳。ザカラキャンプにて月森に師事した後、二人とともに来日し、カドゥケウスの一員となる。
一色綾香（いっしき あやか）（声：能登麻美子）
ギルス後遺症専門の医療機関「エリュシオン」の看護師。21歳。エミリオとともに来日し、月森にエミリオの治療を依頼する。
エミリオ・フアレス（声：浅沼晋太郎）
月森によって治療された、元ギルス患者。17歳。現在はギルス後遺症に苦しめられている。綾香とともに来日し、カドゥケウスに入院する。
黛怜奈（まゆずみ れな）（声：甲斐田裕子）
製薬会社「アクロポリス」社長。35歳。ギルス後遺症に対するワクチン開発を進めており、カドゥケウスと業務提携を結んでいる。月森のことを高く評価している。
長澤晃比呂（ながさわ あきひろ）（声：幸田昌明）
厚生労働省官僚。52歳。日本の医療改革に積極的に取り組む。GHP(God Hand Project)という、優秀な医師を育成する機関を立ち上げ、そこに月森を勧誘しようとする。
天羽恭司（あまの きょうじ）（声：中田譲治）
アンジュの父、元「デルフォイ」ギルスの開発者
ハインリヒ・フォン・ライテナウ（声：斧アツシ）
秘密結社「デルフォイ」の現在の首領。プレジデントの思想を引き継ぎ、ギルスによる大量殺人を敢行しようとする。